# Buenaventura (Colòmbia)
Buenaventura és una ciutat de Colòmbia al departament de Valle del Cauca. Fundada en 1539 per Juan de Ladrilleros, és el port marítim més important de Colòmbia a l'oceà Pacífic. És a 115 quilòmetres de Santiago de Cali, capital del departament. La Serralada Occidental dels Andes fa de barrera entre ambdues ciutats. És també la ciutat més gran de tota la Regió del Pacífic i el municipi de més extensió de tot el departament de Valle del Cauca.